# Linde in Wiesenbach

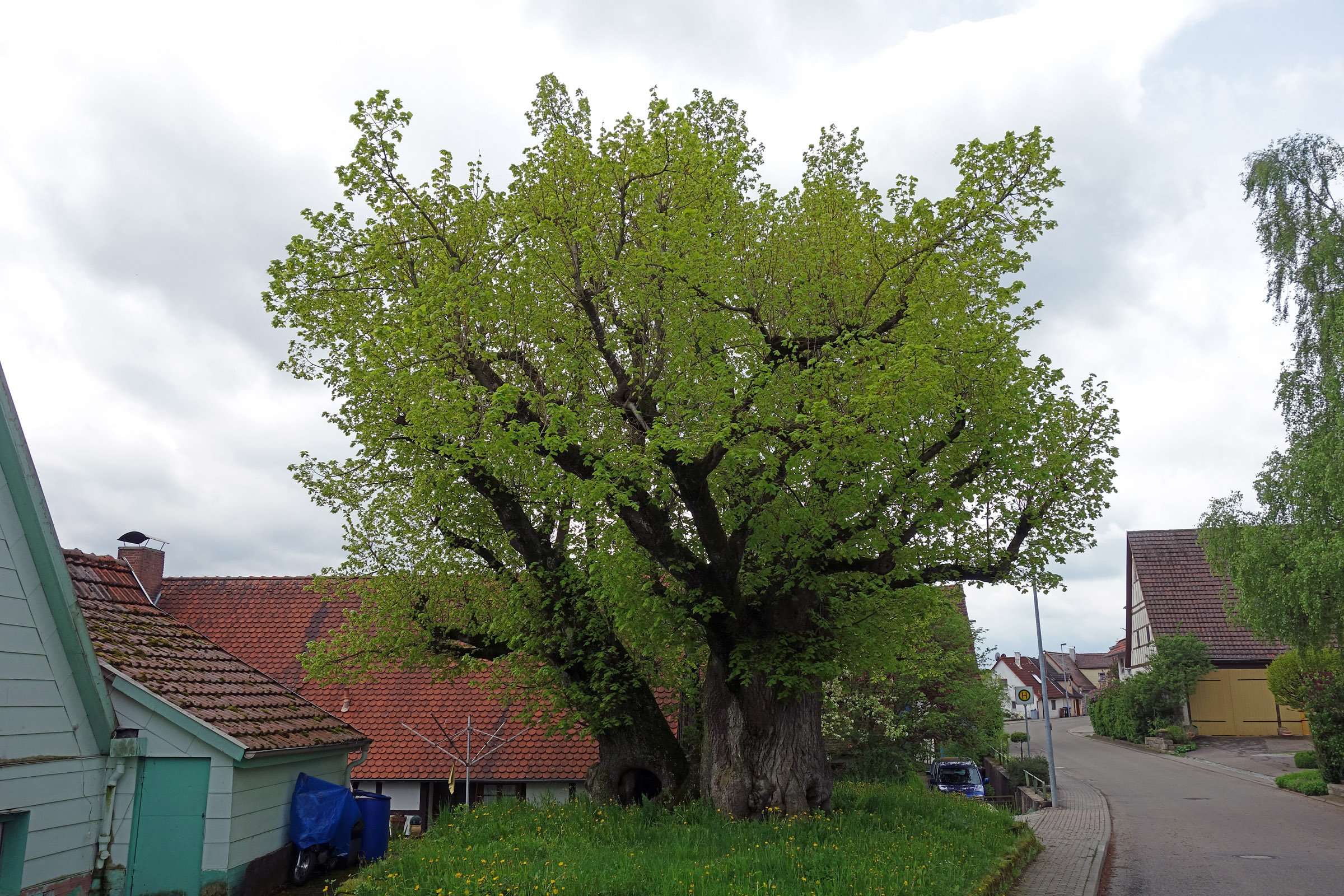
Linde Wiesenbach

Die Linde in Wiesenbach ist eine Sommer-Linde (Tilia platyphyllos) im Blaufeldener Ortsteil Wiesenbach (Landkreis Schwäbisch Hall) und zählt mit ihren etwa 800 Jahren zu den ältesten Bäumen Süddeutschlands. Sie steht unmittelbar neben der Ortsdurchfahrt in Richtung Schmalfelden und ist ein Naturdenkmal.
Die zwei heute getrennt stehenden Stammteile gehören tatsächlich zu einem Einzelbaum, der bereits um 1350 in den Hohenloher Lehensbüchern erwähnt wurde. Ein Blitzschlag hat den ursprünglichen Stamm gespalten, danach begann er zu faulen, so dass die übrig gebliebenen Stammfragmente heute völlig hohl sind. Der gemeinsame Umfang beträgt noch immer annähernd 10 Meter. Die sich auf den Stammschalen aufbauende Baumkrone ist reich verastet und dicht belaubt. Einige Halteseile sichern den alten Baum gegen Sturmschäden. Der Brusthöhenumfang beträgt 9,75 m (2013).